# Saint-Maudez
Saint-Maudez är en kommun i departementet Côtes-d'Armor i regionen Bretagne i nordvästra Frankrike. Kommunen ligger i kantonen Plélan-le-Petit som tillhör arrondissementet Dinan. År 2022 hade Saint-Maudez 285 invånare.

## Befolkningsutveckling
Antalet invånare i kommunen Saint-Maudez
Referens:INSEE